# الرمل الجنوبي (اللاذقية)
حي الرمل الفلسطيني أو ما يسمى أيضا بالرمل الجنوبي تبلغ مساحته ما يقارب 500م2 في البدايات أما الآن فقد تضاعف حجمه أكثر من 3 مرات بسبب التوسعات التي وصلت إلى مصب نهر الكبير الشمالي جنوب مدينة اللاذقية أنشئ المخيم عام 1952 على أراضي مستملكة لصالح الهيئة العامة للاجئين العرب الفلسطينيين على العقار رقم /1140/ بمرسوم رقم /2316/ لعام 1968.

## الموقع والسكان
تقع منطقة الرمل الفلسطيني (الجنوبي) في الجهة الشرقية من مدينة اللاذقية ويطل على شاطيء ممتد رملي أحيانًا وصخري أحيانًا أخرى ويعتبر من أخفض المناطق في مدينة اللاذقية حيث يتدرج في الارتفاع من 0 متر على مستوى سطح البحر وحتى 10 متر وهو ارتفاع مركز مدينة اللاذقية عن سطح البحر.
عدد اللاجئين الذين سكنوا المخيم عند افتتاحه يقارب 11,500 نسمة.[بحاجة لمصدر]
تجاوز عدد سكان منطقة الرمل الجنوبي 250 ألف نسمة عام 2011 [بحاجة لمصدر]. حوالي 20% فلسطينيو الجنسية أو من أصول فلسطينية وينحدرون من قرى وبلدات إجزم وجبع والصرفند وعتليت وكفر لام وطيرة وعين غزال والطنطورة والزيب وترشيحا.
يمر ضمن الحي سكة القطار الواصلة بين مرفأ اللاذقية ومحطة قطار اللاذقية التي تتفرع إلى الداخل السوري.
ويعتبر الحي من المناطق العشوائية كثيفة السكان الضعيفة تنظيميًا وخدميًا وتعتبر أيضًا من أفقر المناطق في مدينة اللاذقية والأخفض غلاءً على المستوى المعيشي، تسعى الدولة في تطوير المنطقة حيث كانت المنطقة في صدد مشروع عمراني ضخم لم يبدأ العمل فيه بسبب الأزمة السورية. ثم بعض المتنفذين من أصحاب شاليهات منطقة الشاطئ الأزرق حتى لا يؤثر على المردود المادي العائد لهم من خلال استغلال السياح الأجانب وخاصة الخليجيين منهم.
ويعتبر شاطئ الرمل الجنوبي من أهم وأجمل شواطئ اللاذقية بسبب قربه من مركز المدينة وبسبب شاطئه الرملي الذهبي

## المنشآت

### منشآت الدولة الموجودة في المخيم
- مكتب الهيئة العامة للاجئين الفلسطينيين العرب وأمانة السجل المدني.
- ثانوية: الشهيد يوسف نداف.
- التعليم الفني والصناعي: يبلغ عدد الطلاب.
- مدرسة المحدثة للتعليم الأساسي.

### منشآت وكالة الغوث الأونروا
- مركز المرأة ومركز المعاقين.
- مدرسة جبع للتعليم الأساسي حلقة أولى ذكور.
- مدرسة عتليت للتعليم الأساسي حلقة أولى إناث.

### التعليم الأساسي المرحلة الثانية
- مدرسة الخيرية.
- مدرسة مجد الكروم.

### المراكز الصحية
- مستوصف تابع لوكالة الغوث الدولية.
- مركز الهلال الأحمر الفلسطيني.

تشرف على الإعمال والنشاطات في المخيم دائرة اللاجئين العرب الفلسطينيين التابعة لوزارة الشؤون الاجتماعية والعمل.

### مرفقات أخرى
- يتواجد في المنطقة عدة مساجد ومقاهي وسوق للسمك وسوق للخضار ومرفأ صيد سمك طبيعي ومراكز ومحلات تجارية صغيرة الحجم.

## حي الرمل والثورة السورية
حي الرمل الفلسطيني من الأحياء التي شهدت احتجاجات في بدايةالثورة عام 2011 في سوريا، الحي كان يتصف بغالبية من ذوي الجنسية الفلسطينية وبعض سكان مدينة اللاذقية ولكن بعد التوسعات العشوائية وغلاء العقارات في مركز المدينة وما حولها جعل هذه المنطقة كثيفة السكان ومختلطة من السوريين والفلسطينيين و بسبب قلة الاهتمام في هذه المنطقة وتهميش سكانها إجتماعيًا و خدمياً كان سببًا رئيسيًا لخروج المظاهرات، ثم ما لبث الجيش السوري و تحديداً القوات الخاصة و الشبيحة بتاريخ 13\08\2011 أن اقتحموا الحي بالدبابات و المدرعات كما تم قصف الحي من البحر بواسطة القواب الحربية و أدى ذلك إلى سقوط العشرات من الضحايا قتلى و جرحى إلى أن سيطر الجيش على الحي بتاريخ 18\08\2011 و اعتقل عدداً من المدنيين هناك